# Österreichische Handballmeisterschaft 2005/06
Die 45. Saison der Österreichischen Handballmeisterschaft begann im August 2005 und endete im Mai 2006. Der amtierende Meister der Saison 2004/05 A1 Bregenz, konnte seinen Titel verteidigen. Alle Vereine schafften in dieser Saison den Klassenerhalt.

## Handball Liga Austria
In der höchsten Spielklasse, der HLA, sind zehn Teams vertreten.
Die Meisterschaft wurde in mehrere Phasen gegliedert. In der Hauptrunde spielten alle Teams eine einfache Hin- und Rückrunde gegen jeden Gegner. Danach wurde die Liga in zwei Gruppen geteilt.
Die ersten sechs Teams spielten in der weiteren Hin- und Rückrunde um den Einzug ins HLA-Halbfinale, während die letzten vier Teams gegen die besten vier Mannschaften der zweithöchsten Spielklasse um den Klassenerhalt kämpfen mussten.

### Grunddurchgang HLA
|     | Verein                   | R  | S  | U | N  | Tore    | Diff. | Punkte |
| --- | ------------------------ | -- | -- | - | -- | ------- | ----- | ------ |
| 1.  | A1 Bregenz (M)           | 18 | 17 | 0 | 1  | 587:497 | +90   | 34:2   |
| 2.  | Aon Fivers Margareten    | 18 | 13 | 0 | 5  | 564:513 | +51   | 26:10  |
| 3.  | UHK Krems                | 18 | 12 | 0 | 6  | 550:480 | +70   | 24:12  |
| 4.  | HC Superfund Hard        | 18 | 10 | 1 | 7  | 478:474 | +4    | 21:15  |
| 5.  | HC Linz AG               | 18 | 8  | 2 | 8  | 489:475 | +14   | 18:18  |
| 6.  | HC Wolfhose West Wien    | 18 | 8  | 1 | 9  | 532:554 | −22   | 17:19  |
| 7.  | ULZ Sparkasse Schwaz     | 18 | 7  | 2 | 9  | 483:508 | −25   | 16:20  |
| 8.  | HIT Innsbruck            | 18 | 4  | 4 | 10 | 479:490 | −11   | 12:24  |
| 9.  | UHC Goldmann Druck Tulln | 18 | 5  | 1 | 12 | 479:558 | −62   | 11:25  |
| 10. | UHC Raika Gänserndorf    | 18 | 0  | 1 | 17 | 466:575 | −109  | 1:35   |

| Legende | Legende                    |
| ------- | -------------------------- |
|         | Meister-Playoff            |
|         | Abstiegs-Playoff           |
| (M)     | Meister der letzten Saison |

### Meister-Playoff
|    | Verein                | R  | S | U | N | Tore    | Diff. | Punkte |
| -- | --------------------- | -- | - | - | - | ------- | ----- | ------ |
| 1. | A1 Bregenz (M)        | 10 | 8 | 0 | 2 | 299:272 | +27   | 21:4   |
| 2. | Aon Fivers Margareten | 10 | 7 | 1 | 2 | 329:294 | +35   | 19:5   |
| 3. | UHK Krems             | 10 | 5 | 0 | 5 | 300:306 | −6    | 13:10  |
| 4. | HC Superfund Hard     | 10 | 3 | 2 | 5 | 268:280 | −12   | 10:12  |
| 5. | HC Linz AG            | 10 | 4 | 0 | 6 | 304:304 | 0     | 9:12   |
| 6. | HC Wolfhose West Wien | 10 | 1 | 1 | 8 | 265:309 | −44   | 3:17   |

### HLA-Halbfinale
| Verein                | Tore  | Verein                |  |
| --------------------- | ----- | --------------------- |  |
| UHK Krems             | 22:36 | Aon Fivers Margareten |  |
| HC Superfund Hard     | 22:30 | A1 Bregenz            |  |
| A1 Bregenz            | 31:31 | HC Superfund Hard     |  |
| Aon Fivers Margareten | 28:27 | UHK Krems             |  |

### HLA-Finale (Best of three)
| Verein                | Tore  | Verein                |  |
| --------------------- | ----- | --------------------- |  |
| A1 Bregenz            | 34:31 | Aon Fivers Margareten |  |
| Aon Fivers Margareten | 30:27 | A1 Bregenz            |  |
| A1 Bregenz            | 28:24 | Aon Fivers Margareten |  |

### HLA-Endstand
| Legende | Legende                         |
| ------- | ------------------------------- |
|         | EHF Champions League            |
|         | EHF-CUP                         |
|         | EHF Europapokal der Pokalsieger |
|         | EHF Challenge Cup               |
| (M)     | Meister der letzten Saison      |

- Da der Meister auch Pokalsieger war nahm kein Team am EHF Europapokal der Pokalsieger teil.

### Abstiegs-Playoff
|    | Verein                    | R  | S  | U | N  | Tore    | Diff. | Punkte |
| -- | ------------------------- | -- | -- | - | -- | ------- | ----- | ------ |
| 1. | UHC Goldmann Druck Tulln  | 14 | 10 | 2 | 2  | 433:358 | +75   | 22:6   |
| 2. | ULZ Sparkasse Schwaz      | 14 | 9  | 2 | 3  | 432:385 | +47   | 20:8   |
| 3. | HIT Innsbruck             | 14 | 8  | 4 | 2  | 449:370 | +79   | 20:8   |
| 4. | UHC Raika Gänserndorf     | 14 | 9  | 1 | 4  | 406:357 | +49   | 19:9   |
| 5. | HC SBULL Stadtwerke Bruck | 14 | 5  | 1 | 8  | 375:415 | −40   | 11:17  |
| 6. | JURI Union Leoben         | 14 | 4  | 1 | 9  | 356:431 | −75   | 9:19   |
| 7. | HSG Bärnbach/Köflach      | 14 | 3  | 2 | 9  | 390:432 | −42   | 8:20   |
| 8. | HC Kärnten                | 14 | 1  | 1 | 12 | 328:421 | −93   | 3:25   |

| Legende | Legende             |
| ------- | ------------------- |
|         | Handball-Bundesliga |